# Lophopidae
Lophopidae Stål, 1866, è una piccola Famiglia comprendente insetti dell'Ordine dei Rincoti Omotteri, Superfamiglia dei Fulgoroidei.

## Descrizione
I Lophopidae sono morfologicamente affini agli Eurybrachyidae e ai Ricaniidae. Hanno capo con regione fronto-clipeale stretta e allungata, carenata lateralmente e percorsa 1-3 carene longitudinali mediane. Le antenne hanno flagello filiforme e non segmentato e i due articoli prossimali vistosamente ingrossati.
Le ali anteriori sono molto larghe e più lunghe dell'addome. Le zampe presentano, come in tutti i Fulgoroidei, le coxe allungate. Quelle posteriori hanno il secondo tarsomero poco sviluppato e privo di denti nel margine apicale.

## Distribuzione e importanza
La famiglia è diffusa nelle regioni tropicali. Fra le specie d'interesse agrario, quella di maggiore importanza economica è Pyrilla perpusilla, dannosa alla canna da zucchero e al riso. La specie è originaria e largamente diffusa nella regione orientale, ma il suo areale si è esteso ad altre regioni tropicali.

## Sistematica
La famiglia comprende circa 140 specie ripartite fra 40 generi:
- Acarna
- Apia
- Buxtoniella
- Corethrura
- Hesticus
- Katoma
- Lophops
- Makota
- Menosca
- Paracorethrura
- Pseudocorethrura
- Ridesa
- Silvanana
- Zophiuma

- Acothrura
- Asantorga
- Carrionia
- Elasmoscelis
- Jugoda
- Lacusa
- Maana
- Megacarna
- Onycta
- Pitambara
- Pseudotyxis
- Sarebasa
- Virgilia

- Aluma
- Bisma
- Clonaspe
- Epiptyxis
- Kasserota
- Lapithasa
- Magia
- Meloneopia
- Painella
- Podoschtroumpfa
- Pyrilla
- Serida
- Zeleja